# Valerio Calzolaio
Valerio Calzolaio (Recanati, 8 ottobre 1956) è un politico italiano, già sottosegretario di Stato al Ministero dell'Ambiente dal 1996 al 2001.

## Biografia

### Attività politica
Laureato in Scienze Politiche con una tesi in Diritto Costituzionale Comparato, ha ricoperto vari incarichi politici regionali e nazionali nel Partito di Unità Proletaria e nel PCI. Per anni è stato consigliere comunale a Macerata, dove vive.
Deputato italiano per 4 legislature, è eletto per la prima volta con il PDS nel 1992 arrivando secondo nella lista regionale. Nelle tornate successive del 1994, 1996 e 2001 è il vincitore nel collegio uninominale di Macerata, in quota DS. Alla Camera ha ricoperto il ruolo di Vicepresidente della Commissione Ambiente nel periodo 1994-1996, poi facendo parte della Presidenza del Gruppo nazionale nel periodo 2001-2006. Dal 1996 al 2001 è stato sottosegretario al Ministero dell'Ambiente durante i governi Prodi, D'Alema e Amato. Conclude il proprio mandato parlamentare nel 2006.
Nel 2007 allo scioglimento dei DS, essendo contrario alla nascita del PD, ha aderito prima a Sinistra Democratica, seguendone l'intero percorso fino alla nascita di Sinistra Ecologia e Libertà.

### Attività accademica
Nonostante l'impegno politico ha proseguito nell'attività di ricerca e ha ottenuto due borse di studio di storia costituzionale in Francia a Parigi nel 1982 e in Inghilterra a Exeter nel 1984. È stato professore a contratto di Diritto Costituzionale all'Università di Macerata negli anni accademici 1990-1991 e 1991-1992. È  stato consulente del segretariato della Convenzione ONU per la lotta alla siccità e alla desertificazione (Unccd).